# گرانویل (آریزونا)
گرانویل (به انگلیسی: Granville) یک منطقهٔ مسکونی در ایالات متحده آمریکا است که در آریزونا واقع شده‌است. گرانویل ۲٬۰۳۸ متر بالاتر از سطح دریا واقع شده‌است.